# 本多忠奝
本多 忠奝（ほんだ ただひろ）は、伊勢神戸藩の第4代藩主。神戸藩本多家5代。
宝暦5年（1755年）9月11日、第2代藩主本多忠永の次男として生まれる。明和3年（1766年）に従兄で第3代藩主の忠興が死去した際、その養子として家督を継いだ。江戸城の門番を歴任し、日光祭祀奉行代にも任じられた。
享和3年（1803年）1月22日、江戸で死去した。享年49。跡を養子の忠升が継いだ。

## 系譜
父母
- 本多忠永（実父）
- 本多忠興（養父）

正室、継室
- 酒井忠恭の娘（正室）
- 土井利里の養女 ― 土井利剛の娘（継室）

養子
- 本多忠升 ― 本多忠薫の四男